# Kanada az 1936. évi téli olimpiai játékokon
Kanada a németországi Garmisch-Partenkirchenben megrendezett 1936. évi téli olimpiai játékok egyik részt vevő nemzete volt. Az országot az olimpián 7 sportágban 29 sportoló képviselte, akik összesen 1 érmet szereztek.

## Érmesek
| Érem  | Versenyző | Sportág   | Versenyszám |
| ----- | --- | --------- | ----------- |
| Ezüst | Nemzeti válogatott Francis Moore Arthur Nash Herman Murray Walter Kitchen Raymond Milton David Neville Kenneth Farmer Hugh Farquharson Maxwell Deacon Alexander Sinclair William Thomson James Haggarty Ralph St. Germain | Jégkorong | Férfi       |

## Alpesisí
Férfi
| Versenyző           | Versenyszám | Lesiklás | Lesiklás | Lesiklás | Műlesiklás | Műlesiklás | Műlesiklás | Műlesiklás | Műlesiklás | Műlesiklás | Műlesiklás | Összesítés | Összesítés |
| Versenyző           | Versenyszám | Lesiklás | Lesiklás | Lesiklás | 1. futam   | 1. futam   | 2. futam   | 2. futam   | Össz.      | Össz.      | Össz.      | Összesítés | Összesítés |
| Versenyző           | Versenyszám | Idő      | Pont     | Hely.    | Idő        | Hely.      | Idő        | Hely.      | Idő        | Pont       | Hely.      | Pont       | Helyezés   |
| ------------------- | ----------- | -------- | -------- | -------- | ---------- | ---------- | ---------- | ---------- | ---------- | ---------- | ---------- | ---------- | ---------- |
| Karl Johan Baadsvik | Összetett   | 5:55,2   | 80,91    | 26.      | 1:54,3     | 37.        | kizárták   | kizárták   | kiesett    | kiesett    | kiesett    | kiesett    | kiesett    |
| William Ball        | Összetett   | 6:40,6   | 71,74    | 39.      | 2:07,7     | 43.        | kizárták   | kizárták   | kiesett    | kiesett    | kiesett    | kiesett    | kiesett    |
| Bud Clark           | Összetett   | 7:29,0   | 64,01    | 47.      | 2:03,9     | 40.        | kizárták   | kizárták   | kiesett    | kiesett    | kiesett    | kiesett    | kiesett    |

Női
| Versenyző           | Versenyszám | Lesiklás | Lesiklás | Lesiklás | Műlesiklás | Műlesiklás | Műlesiklás | Műlesiklás | Műlesiklás | Műlesiklás | Műlesiklás | Összesítés | Összesítés |
| Versenyző           | Versenyszám | Lesiklás | Lesiklás | Lesiklás | 1. futam   | 1. futam   | 2. futam   | 2. futam   | Össz.      | Össz.      | Össz.      | Összesítés | Összesítés |
| Versenyző           | Versenyszám | Idő      | Pont     | Hely.    | Idő        | Hely.      | Idő        | Hely.      | Idő        | Pont       | Hely.      | Pont       | Helyezés   |
| ------------------- | ----------- | -------- | -------- | -------- | ---------- | ---------- | ---------- | ---------- | ---------- | ---------- | ---------- | ---------- | ---------- |
| Lois Butler         | Összetett   | 6:20,0   | 80,11    | 18.      | 1:54,4     | 20.*       | 1:45,9     | 13.        | 3:40,3     | 64,50      | 19.        | 72,31      | 15.        |
| Edwina Chamier      | Összetett   | 7:21,0   | 69,02    | 26.      | 2:30,1     | 31.        | kizárták   | kizárták   | kiesett    | kiesett    | kiesett    | kiesett    | kiesett    |
| Diana Gordon-Lennox | Összetett   | 8:03,8   | 62,92    | 32.      | 2:26,2     | 30.        | 2:04,8     | 25.        | 4:31,0     | 52,44      | 28.        | 57,68      | 29.        |
| Marion Miller       | Összetett   | 7:30,4   | 67,58    | 29.      | 2:24,7     | 28.        | 2:28,7     | 29.        | 4:53,4     | 48,43      | 29.        | 58,01      | 28.        |

* - egy másik versenyzővel azonos eredményt ért el

## Északi összetett
| Versenyző           | Sífutás | Sífutás | Sífutás | Síugrás  | Síugrás  | Síugrás  | Síugrás  | Síugrás | Síugrás | Összesítés | Összesítés |
| Versenyző           | Sífutás | Sífutás | Sífutás | 1. ugrás | 1. ugrás | 2. ugrás | 2. ugrás | Össz.   | Össz.   | Összesítés | Összesítés |
| Versenyző           | Idő     | Pont    | Hely.   | Távolság | Pont     | Távolság | Pont     | Pont    | Hely.   | Pont       | Helyezés   |
| ------------------- | ------- | ------- | ------- | -------- | -------- | -------- | -------- | ------- | ------- | ---------- | ---------- |
| Karl Johan Baadsvik | 1:39:30 | 115,2   | 47.     | 49,0     | 98,8     | 46,0     | 92,9     | 191,7   | 14.     | 306,9      | 41.        |
| William Ball        | 1:32:46 | 147,3   | 39.     | 40,5     | 81,0     | 36,0     | 16,4     | 97,4    | 46.     | 244,7      | 46.        |
| Bud Clark           | 1:30:20 | 159,3   | 33.     | 36,5     | 78,9     | 35,0     | 77,2     | 156,1   | 41.     | 315,4      | 39.        |
| Tom Mobraaten       | 1:33:28 | 143,8   | 41.     | 49,0     | 98,8     | 52,5     | 106,2    | 205,0   | 6.      | 348,8      | 31.        |

## Gyorskorcsolya
| Versenyző   | Versenyszám | Eredmény | Helyezés |
| ----------- | ----------- | -------- | -------- |
| Tommy White | 500 m       | 49,6     | 31.      |
| Tommy White | 1500 m      | 2:34,2   | 34.      |
| Tommy White | 5000 m      | 9:04,5   | 25.      |
| Tommy White | 10 000 m    | 18:25,3  | 21.      |

## Jégkorong
| Kanadai férfi jégkorongcsapat-játékoskeret                                                                              | Kanadai férfi jégkorongcsapat-játékoskeret                                                               |
| --- | --- |
| - Maxwell Deacon - Hugh Farquharson - Kenneth Farmer - James Haggarty - Walter Kitchen - Raymond Milton - Francis Moore | - Herman Murray - Arthur Nash - David Neville - Alexander Sinclair - Ralph St. Germain - William Thomson |

### Eredmények
Csoportkör
A csoport
| Csapat        | M | Gy | D | V | G+ | G– | Gk  | P |
| ------------- | - | -- | - | - | -- | -- | --- | - |
| Kanada        | 3 | 3  | 0 | 0 | 24 | 3  | +21 | 6 |
| Ausztria      | 3 | 2  | 0 | 1 | 11 | 7  | +4  | 4 |
| Lengyelország | 3 | 1  | 0 | 2 | 11 | 12 | –1  | 2 |
| Lettország    | 3 | 0  | 0 | 3 | 3  | 27 | –24 | 0 |

| 1936. február 6. | Kanada (CAN) | 8 – 1 (5–0, 2–1, 1–0) | Lengyelország | Garmisch-Partenkirchen |

|  |  |  |  |  |
|  |  |  |  |  |
|  |  |  |  |  |
|  |  |  |  |  |

| 1936. február 7. | Kanada (CAN) | 11 – 0 (2–0, 3–0, 6–0) | Lettország | Garmisch-Partenkirchen |

|  |  |  |  |  |
|  |  |  |  |  |
|  |  |  |  |  |
|  |  |  |  |  |

| 1936. február 8. | Kanada (CAN) | 5 – 2 (4–0, 1–2, 0–0) | Ausztria | Garmisch-Partenkirchen |

|  |  |  |  |  |
|  |  |  |  |  |
|  |  |  |  |  |
|  |  |  |  |  |

Középdöntő
A csoport
| Csapat         | M | Gy | D | V | G+ | G– | Gk  | P |
| -------------- | - | -- | - | - | -- | -- | --- | - |
| Nagy-Britannia | 3 | 2  | 1 | 0 | 8  | 3  | +5  | 5 |
| Kanada         | 3 | 2  | 0 | 1 | 22 | 4  | +18 | 4 |
| Németország    | 3 | 1  | 1 | 1 | 5  | 8  | –3  | 3 |
| Magyarország   | 3 | 0  | 0 | 3 | 2  | 22 | –20 | 0 |

| 1936. február 11. | Nagy-Britannia (GBR) | 2 – 1 (1–1, 0–0, 1–0) | Kanada | Garmisch-Partenkirchen |

|  |  |  |  |  |
|  |  |  |  |  |
|  |  |  |  |  |
|  |  |  |  |  |

| 1936. február 12. | Kanada (CAN) | 15 – 0 (3–0, 9–0, 3–0) | Magyarország | Garmisch-Partenkirchen |

|  |  |  |  |  |
|  |  |  |  |  |
|  |  |  |  |  |
|  |  |  |  |  |

| 1936. február 13. | Németország (GER) | 2 – 6 (0–1, 0–3, 2–2) | Kanada | Garmisch-Partenkirchen |

|  |  |  |  |  |
|  |  |  |  |  |
|  |  |  |  |  |
|  |  |  |  |  |

Négyes döntő
| 1936. február 11. | Nagy-Britannia (GBR) | 2 – 1 (1–1, 0–0, 1–0) | Kanada | Garmisch-Partenkirchen |

|  |  |  |  |  |
|  |  |  |  |  |
|  |  |  |  |  |
|  |  |  |  |  |

| 1936. február 15. | Kanada (CAN) | 7 – 0 (3–0, 3–0, 1–0) | Csehszlovákia | Garmisch-Partenkirchen |

|  |  |  |  |  |
|  |  |  |  |  |
|  |  |  |  |  |
|  |  |  |  |  |

| 1936. február 16. | Kanada (CAN) | 1 – 0 (1–0, 0–0, 0–0) | Egyesült Államok | Garmisch-Partenkirchen |

|  |  |  |  |  |
|  |  |  |  |  |
|  |  |  |  |  |
|  |  |  |  |  |

Végeredmény
| Csapat           | M | Gy | D | V | G+ | G– | Gk  | P |
| ---------------- | - | -- | - | - | -- | -- | --- | - |
| Nagy-Britannia   | 3 | 2  | 1 | 0 | 7  | 1  | +6  | 5 |
| Kanada           | 3 | 2  | 0 | 1 | 9  | 2  | +7  | 4 |
| Egyesült Államok | 3 | 1  | 1 | 1 | 2  | 1  | +1  | 3 |
| Csehszlovákia    | 3 | 0  | 0 | 3 | 0  | 14 | –14 | 0 |

| Csapat | Helyezés |
| ------ | -------- |
| Kanada |          |

## Műkorcsolya
| Versenyző                      | Versenyszám  | Kötelező elemek   | Kötelező elemek | Kűr               | Kűr     | Összesítés                     | Összesítés                     | Összesítés                     | Összesítés                     | Összesítés                     | Összesítés                     | Összesítés                     | Összesítés                     | Összesítés                     | Összesítés        | Összesítés  | Összesítés | Összesítés |
| Versenyző                      | Versenyszám  | Kötelező elemek   | Kötelező elemek | Kűr               | Kűr     | Helyezési pontszámok bírónként | Helyezési pontszámok bírónként | Helyezési pontszámok bírónként | Helyezési pontszámok bírónként | Helyezési pontszámok bírónként | Helyezési pontszámok bírónként | Helyezési pontszámok bírónként | Helyezési pontszámok bírónként | Helyezési pontszámok bírónként | Több. hely. száma | Hely. össz. | Pont       | Helyezés   |
| Versenyző                      | Versenyszám  | Több. hely. száma | Hely.           | Több. hely. száma | Hely.   | 1                              | 2                              | 3                              | 4                              | 5                              | 6                              | 7                              | 8                              | 9                              | Több. hely. száma | Hely. össz. | Pont       | Helyezés   |
| ------------------------------ | ------------ | ----------------- | --------------- | ----------------- | ------- | ------------------------------ | ------------------------------ | ------------------------------ | ------------------------------ | ------------------------------ | ------------------------------ | ------------------------------ | ------------------------------ | ------------------------------ | ----------------- | ----------- | ---------- | ---------- |
| Montgomery Wilson              | Férfi egyéni | 4×4+              | 4.              | 4×6+              | 5.      | 2,0                            | 5,0                            | 3,0                            | 3,0                            | 4,0                            | 8,0                            | 5,0                            |                                |                                | 4×4+              | 30,0        | 2761,5     | 4.         |
| Constance Wilson-Samuel        | Női egyéni   | nem fejezte be    | nem fejezte be  | kiesett           | kiesett | kiesett                        | kiesett                        | kiesett                        | kiesett                        | kiesett                        | kiesett                        | kiesett                        |                                |                                | kiesett           | kiesett     | kiesett    | kiesett    |
| Louise Bertram Stewart Reburn  | Páros        |                   |                 |                   |         | 5,0                            | 14,0                           | 3,5                            | 7,0                            | 13,0                           | 6,0                            | 4,0                            | 5,0                            | 11,0                           | 5×6+              | 68,5        | 88,3       | 6.         |
| Audrey Garland Fraser Sweatman | Páros        |                   |                 |                   |         | 11,0                           | 9,0                            | 8,0                            | 15,0                           | 12,0                           | 16,0                           | 9,0                            | 12,0                           | 13,0                           | 6×12+             | 105,0       | 78,5       | 12.        |

## Sífutás
| Versenyző           | Versenyszám | Eredmény | Helyezés |
| ------------------- | ----------- | -------- | -------- |
| Karl Johan Baadsvik | 18 km       | 1:39:30  | 64.      |
| William Ball        | 18 km       | 1:32:46  | 54.      |
| Bud Clark           | 18 km       | 1:30:20  | 47.      |
| Tom Mobraaten       | 18 km       | 1:33:28  | 57.      |

## Síugrás
| Versenyző           | 1. ugrás | 1. ugrás | 1. ugrás | 2. ugrás | 2. ugrás | 2. ugrás | Összesítés | Összesítés |
| Versenyző           | Távolság | Pont     | Hely.    | Távolság | Pont     | Hely.    | Pont       | Helyezés   |
| ------------------- | -------- | -------- | -------- | -------- | -------- | -------- | ---------- | ---------- |
| Karl Johan Baadsvik | 63,5     | 94,8     | 36.      | 59,0     | 92,3     | 35.      | 187,1      | 35.        |
| Norman Gagne        | 58,0     | 87,7     | 42.      | 57,0     | 89,6     | 37.      | 177,3      | 38.        |
| Tom Mobraaten       | 71,5     | 103,5    | 15.      | 66,5     | 103,4    | 18.      | 206,9      | 14.        |